# تانچئون
تانچئون (به انگلیسی: Tancheon) رودخانه‌ای است که در کره جنوبی جریان دارد.